# La porcina comedia
La Porcina Comedia es el segundo álbum en vivo realizado por la banda Chancho en Piedra y el undécimo de su carrera musical, el cual revive el concierto realizado en el Teatro Caupolicán el 14 de agosto de 2012 celebrando sus 18 años de vida.
El álbum se divide en tres discos: Infierno, Purgatorio y Paraíso haciendo referencia a la novela escrita por Dante Alighieri, la Divina comedia mediante el ritmo de las canciones, la intensidad y la escenografía y trajes que se usaron en el concierto y que se pueden apreciar en el DVD del mismo nombre.
El álbum fue lanzado el 28 de mayo de 2013 por Sony Music, en un pack de 3 discos, mientras que en junio de ese año se lanzarían los discos de manera separada.

## Lista de canciones

### 
| Infierno |                              |          |  |
| N.º      | Título                       | Duración |  |
| 1.       | «Peor es mascar lauchas»     | 1:03     |  |
| 2.       | «Chancho»                    | 3:28     |  |
| 3.       | «Cruz del Sur»               | 3:50     |  |
| 4.       | «Mona Chita»                 | 4:30     |  |
| 5.       | «Insolencio»                 | 2:58     |  |
| 6.       | «Güeina»                     | 1:14     |  |
| 7.       | «Realizo todo bien»          | 5:00     |  |
| 8.       | «La gran pregunta»           | 2:39     |  |
| 9.       | «Moscardón»                  | 3:12     |  |
| 10.      | «Ella quiere»                | 4:29     |  |
| 11.      | «Hacia el Ovusol»            | 4:02     |  |
| 12.      | «Vacaciones» (de I-Pop)      | 4:38     |  |
| 13.      | «Asimov»                     | 2:58     |  |
| 14.      | «Hermanos marranos»          | 3:08     |  |
| 15.      | «Historias de amor y condón» | 5:09     |  |

| Purgatorio |                                                                                    |          |  |
| N.º        | Título                                                                             | Duración |  |
| 1.         | «En el Purgatorio» (con Tulio Triviño y Juan Carlos Bodoque)                       | 1:24     |  |
| 2.         | «Almacén» (con Tulio Triviño y Juan Carlos Bodoque)                                | 4:33     |  |
| 3.         | «La telaraña» (con Joe Vasconcellos)                                               | 4:55     |  |
| 4.         | «Hijo del diluvio» (con Joe Vasconcellos)                                          | 5:37     |  |
| 5.         | «Pueblo fantasma»                                                                  | 4:24     |  |
| 6.         | «Largo Tour»                                                                       | 5:23     |  |
| 7.         | «Entre la fe y la espada»                                                          | 4:24     |  |
| 8.         | «Dieciocho y diecinueve» (con Lucho Castillo)                                      | 2:52     |  |
| 9.         | «Y aún sin voz quería expresar con gestos y aleteos... algo» (con Florcita Motuda) | 4:52     |  |
| 10.        | «Romance de Barco y Junco»                                                         | 5:24     |  |
| 11.        | «Baldor» (con La Mano Ajena)                                                       | 5:37     |  |
| 12.        | «Multirricachón»                                                                   | 4:34     |  |
| 13.        | «O Oe Bahine Anhani Tamure»                                                        | 4:28     |  |
| 14.        | «Cirilo Murruchuca»                                                                | 3:31     |  |

| Paraíso |                                                                                 |          |  |
| N.º     | Título                                                                          | Duración |  |
| 1.      | «Volantín»                                                                      | 4:41     |  |
| 2.      | «Niño peo»                                                                      | 3:54     |  |
| 3.      | «Mandinga»                                                                      | 7:14     |  |
| 4.      | «Pregonero»                                                                     | 4:04     |  |
| 5.      | «Da la claridad a nuestro sol»                                                  | 5:17     |  |
| 6.      | «Me vuelvo mono»                                                                | 4:50     |  |
| 7.      | «Voy a resucitar»                                                               | 6:53     |  |
| 8.      | «Kiltro virtual»                                                                | 4:33     |  |
| 9.      | «Siameses»                                                                      | 4:25     |  |
| 10.     | «Una aguja en un pajar»                                                         | 4:33     |  |
| 11.     | «Empresaurio»                                                                   | 6:47     |  |
| 12.     | «La vida del oso»                                                               | 6:32     |  |
| 13.     | «Guach Perry»                                                                   | 4:35     |  |
| 14.     | «Cóndor»                                                                        | 5:08     |  |
| 15.     | «Mix celestial» (Medley El Durazno y El Melón, Viejo Diablo, Discojapi, y Edén) | 12:19    |  |

- Datos: Q16588570